# Weideschorpioenvlieg
De weideschorpioenvlieg (Panorpa vulgaris) is een insect uit de familie van de schorpioenvliegen (Panorpidae). De wetenschappelijke naam van de soort werd in 1845 gepubliceerd door Imhoff en Labram.
De soort komt voor in het Palearctisch gebied.